# Goli čovik (1968.)
Goli čovik, hrvatski dugometražni film iz 1968. godine.